# Врагочаница
Врагочаница је насељено место града Ваљева у Колубарском округу. Према попису из 2022. било је 257 становника.

## Положај села
Врагочаница лежи у центруму ваљевске Подгорине, сва при извору река: Јадра и Врагочке Реке. Старе куће овог села су грађене по присојним и осојним странама брда чија просечна надморска висина износи 500 м. Већа брда у овом селу су: Јелина Бреза усред села, Умка до Станине Реке, Периновац изнад Става, Kик и Брдо до Драгијевице, Медетић на крају села до Станине Реке, у истом правцу Просек и Остењак. Брда су од кречњака са доста вртача и увала. Брдо Јелина Бреза је рудоносно, у њој су стара рударска окна где се некада вадила бакарна руда.
Село је богато изворима воде који се налазе у падинама брегова. Од текућих вода овога села веће су: Врагочка Река која извире под Медетићем и тече на исток, улази у Бобову и пада у Обницу; Врагочко Врело, које извире са источне стране Јелине Брезе и тече право на исток и понире у велику вртачу по дну села; Јадар, који извире са западне стране Јелине Брезе и у почртку се зове Мали Јадар; Црквено Врело, које извире из Црквенца усред села и пада у Врагочку Реку. Долине ових река су уске, а обале стрме па чине да Врагочаница спада у ред правих брдских села.

## Земља и шумe
Већи део земље по брдима је каменит сув и постан, па није погодан за обрађивање. Вртаче су плодније и земља око река, али ње је мало за обрађивање. Шуме у селу нема пуно као у суседним селима, највише је има при врху села до села Лопатањ.

## Тип села
Врагочаница је потпуно разбијеног типа. Kуће су на већем одстојању једна од друге, груписане по фамилијама које носе исто презиме.

## Подаци о селу
По харачким тефтерима ово село је 1818. год. Имало 35 домова са 54 породице и 35. хар. личности. Према попису од 1866. год. било је 64 дома са 659 становника, да би 1874. год. било 70 домова са 705 становника. Према попису из 1884. год. било је 72 дома са 770 становника, а према попису из 1890. год. било је 77 домова са 887 становника. Према попису од 1895. год. било је у селу 78 домова са 854 становника, а према попису из 1900. год. било је 90 домова са 889 становника. У прираштају становника било је разноликог колебања.

## Име села
Народно предање не зна од куда је име селу. Оно држи да су овде, пошто је село било рударско место, одвајкда живели људи.
Преко Врагочанице је прелазио најкраћи пут који је спајао дринску и колубарску долину. Овим се путем у средњем веку ишло из Сребренице, а касније је спајао Ваљево са Соко Градом, па је њиме
Kарађорђе 1806. год. провео своју војску и дочекао босанске Турке, који су код Љубовије прошли Дрину.
У средњем веку, а и раније, у Врагочаници су цветали рударски послови. Вађене су бакарне руде и антимон.

## Порекло становништва и оснивање села
Врагочаница је врло старо село, у њој има доста старих породица, које не знају своје порекло. У старе породице спадају: Гаврићи, Јеремићи, Стојковићи, Живановићи и Југовићи. За остале породице се зна одакле су се доселиле. Чолићи су досељени из села Овчине округа ужичког, Ерићи из Пилице истог округа, Радовановићи из Kостојевића, Анџаковићи из Полимља, Васиљевићи из Рујевца округа подрињског, а Исаиловићи, Телековићи, Ђокићи, Ђурашиновићи и Цинцаревићи досељени су од Мостара у Херцеговини, Ћесаровићи су из Осата. Сви су дошли после Kочине Kрајине или у првом устанку и населили се на земљу коју су добили од Турака и самог села.
Раковићи и Лазаревићи су се доселили касније из Станине Реке, на купљена имања или девојкама у куће.
Многе су се породице после 1860.год. због поделе или лошег земљишта, иселиле у равнија места.

## Занимање становништва
Врагочани су се у прошлим временима занимали земљорадњом, воћарством и сточарством. Некада су били одлични и познати рудари, бавили се занатима, трговином, а сиромашни су били надничари.

## Демографија
У насељу Врагочаница живи 351 пунолетни становник, а просечна старост становништва износи 46,8 година (44,9 код мушкараца и 48,7 код жена). У насељу има 137 домаћинстава, а просечан број чланова по домаћинству је 3,04.
Ово насеље је великим делом насељено Србима (према попису из 2002. године), а у последња три пописа, примећен је пад у броју становника.
|  |

| Демографија | Демографија | Демографија |
| Година      | Становника  | Становника  |
| ----------- | ----------- | ----------- |
| 1948.       | 973         |             |
| 1953.       | 957         |             |
| 1961.       | 860         |             |
| 1971.       | 749         |             |
| 1981.       | 618         |             |
| 1991.       | 492         | 492         |
| 2002.       | 417         | 418         |

| Етнички састав према попису из 2002.‍ | Етнички састав према попису из 2002.‍ | Етнички састав према попису из 2002.‍ | Етнички састав према попису из 2002.‍ | Етнички састав према попису из 2002.‍ |
| ------------------------------------ | ------------------------------------ | ------------------------------------ | ------------------------------------ | ------------------------------------ |
|                                      |                                      |                                      |                                      |                                      |
| Срби                                 | Срби                                 |                                      | 416                                  | 99,76%                               |
| Југословени                          | Југословени                          |                                      | 1                                    | 0,23%                                |
| непознато                            | непознато                            |                                      | 0                                    | 0,0%                                 |

| Година пописа     | 1948. | 1953. | 1961. | 1971. | 1981. | 1991. | 2002. |
| ----------------- | ----- | ----- | ----- | ----- | ----- | ----- | ----- |
| Број домаћинстава | 155   | 168   | 171   | 177   | 174   | 153   | 137   |

| Број чланова      | 1  | 2  | 3  | 4  | 5  | 6 | 7 | 8 | 9 | 10 и више | Просек |
| ----------------- | -- | -- | -- | -- | -- | - | - | - | - | --------- | ------ |
| Број домаћинстава | 38 | 33 | 14 | 17 | 20 | 8 | 4 | 1 | 1 | 1         | 3,04   |

| Пол    | Укупно | Неожењен/Неудата | Ожењен/Удата | Удовац/Удовица | Разведен/Разведена | Непознато |
| ------ | ------ | ---------------- | ------------ | -------------- | ------------------ | --------- |
| Мушки  | 181    | 46               | 111          | 18             | 5                  | 1         |
| Женски | 180    | 16               | 111          | 50             | 3                  | 0         |
| УКУПНО | 361    | 62               | 222          | 68             | 8                  | 1         |

| Пол    | Укупно                    | Пољопривреда, лов и шумарство | Рибарство                            | Вађење руде и камена | Прерађивачка индустрија       |
| ------ | ------------------------- | ----------------------------- | ------------------------------------ | -------------------- | ----------------------------- |
| Мушки  | 121                       | 109                           | 0                                    | 0                    | 3                             |
| Женски | 85                        | 74                            | 0                                    | 0                    | 0                             |
| УКУПНО | 206                       | 183                           | 0                                    | 0                    | 3                             |
| Пол    | Производња и снабдевање   | Грађевинарство                | Трговина                             | Хотели и ресторани   | Саобраћај, складиштење и везе |
| Мушки  | 0                         | 0                             | 3                                    | 0                    | 4                             |
| Женски | 0                         | 0                             | 2                                    | 0                    | 0                             |
| УКУПНО | 0                         | 0                             | 5                                    | 0                    | 4                             |
| Пол    | Финансијско посредовање   | Некретнине                    | Државна управа и одбрана             | Образовање           | Здравствени и социјални рад   |
| Мушки  | 0                         | 0                             | 1                                    | 1                    | 0                             |
| Женски | 0                         | 0                             | 0                                    | 1                    | 1                             |
| УКУПНО | 0                         | 0                             | 1                                    | 2                    | 1                             |
| Пол    | Остале услужне активности | Приватна домаћинства          | Екстериторијалне организације и тела | Непознато            | Непознато                     |
| Мушки  | 0                         | 0                             | 0                                    | 0                    | 0                             |
| Женски | 0                         | 0                             | 0                                    | 7                    | 7                             |
| УКУПНО | 0                         | 0                             | 0                                    | 7                    | 7                             |

## Галерија
- Врагочаница - панорама
- Врагочаница - панорама
- Врагочаница - панорама
- Врагочаница - панорама
- Врагочаница - панорама
- Врагочаница - панорама